# Битка код Драгашанија
Битка код Драгашанија одиграла се 19. јуна 1821. године између одреда „Хетерија” и трупа Османског царства.